# Esternay
Esternay és un municipi francès, situat al departament del Marne i a la regió del Gran Est. L'any 2007 tenia 1.737 habitants.

## Demografia

### Població
El 2007 la població de fet d'Esternay era de 1.737 persones. Hi havia 747 famílies, de les quals 237 eren unipersonals (87 homes vivint sols i 150 dones vivint soles), 245 parelles sense fills, 214 parelles amb fills i 51 famílies monoparentals amb fills.
La població ha evolucionat segons el següent gràfic:
Habitants censats

### Habitatges
El 2007 hi havia 909 habitatges, 765 eren l'habitatge principal de la família, 54 eren segones residències i 89 estaven desocupats. 784 eren cases i 119 eren apartaments. Dels 765 habitatges principals, 494 estaven ocupats pels seus propietaris, 255 estaven llogats i ocupats pels llogaters i 16 estaven cedits a títol gratuït; 4 tenien una cambra, 53 en tenien dues, 161 en tenien tres, 236 en tenien quatre i 311 en tenien cinc o més. 586 habitatges disposaven pel capbaix d'una plaça de pàrquing. A 379 habitatges hi havia un automòbil i a 263 n'hi havia dos o més.

### Piràmide de població
La piràmide de població per edats i sexe el 2009 era:
| Homes | Edats   | Dones |
| ----- | ------- | ----- |
| 0     | 95 o +  | 8     |
| 12    | 90 a 94 | 16    |
| 12    | 85 a 89 | 40    |
| 16    | 80 a 84 | 24    |
| 32    | 75 a 79 | 32    |
| 48    | 70 a 74 | 28    |
| 56    | 65 a 69 | 64    |
| 48    | 60 a 64 | 48    |
| 20    | 55 a 59 | 36    |
| 68    | 50 a 54 | 64    |
| 40    | 45 a 49 | 68    |
| 76    | 40 a 44 | 48    |
| 48    | 35 a 39 | 36    |
| 44    | 30 a 34 | 48    |
| 48    | 25 a 29 | 40    |
| 36    | 20 a 24 | 40    |
| 40    | 15 a 19 | 52    |
| 36    | 10 a 14 | 32    |
| 36    | 5 a 9   | 44    |
| 44    | 0 a 4   | 44    |

## Economia
El 2007 la població en edat de treballar era de 1.021 persones, 748 eren actives i 273 eren inactives. De les 748 persones actives 668 estaven ocupades (360 homes i 308 dones) i 81 estaven aturades (38 homes i 43 dones). De les 273 persones inactives 123 estaven jubilades, 54 estaven estudiant i 96 estaven classificades com a «altres inactius».

### Ingressos
El 2009 a Esternay hi havia 803 unitats fiscals que integraven 1.861,5 persones, la mediana anual d'ingressos fiscals per persona era de 16.821 €.

### Activitats econòmiques
Dels 92 establiments que hi havia el 2007, 1 era d'una empresa extractiva, 2 d'empreses alimentàries, 2 d'empreses de fabricació de material elèctric, 5 d'empreses de fabricació d'altres productes industrials, 13 d'empreses de construcció, 28 d'empreses de comerç i reparació d'automòbils, 4 d'empreses de transport, 7 d'empreses d'hostatgeria i restauració, 6 d'empreses financeres, 2 d'empreses immobiliàries, 6 d'empreses de serveis, 11 d'entitats de l'administració pública i 5 d'empreses classificades com a «altres activitats de serveis».
Dels 31 establiments de servei als particulars que hi havia el 2009, 1 era una gendarmeria, 1 oficina de correu, 1 una oficina bancària, 1 funerària, 5 tallers de reparació d'automòbils i de material agrícola, 1 autoescola, 3 paletes, 1 guixaire pintor, 1 fusteria, 6 lampisteries, 1 electricista, 2 perruqueries, 4 restaurants, 2 agències immobiliàries i 1 saló de bellesa.
Dels 8 establiments comercials que hi havia el 2009, 1 era un hipermercat, 1 una botiga de més de 120 m², 2 fleques, 2 carnisseries, 1 una peixateria i 1 una llibreria.
L'any 2000 a Esternay hi havia 14 explotacions agrícoles que ocupaven un total de 1.125 hectàrees.

## Equipaments sanitaris i escolars
El 2009 hi havia 1 farmàcia i 1 ambulància.
El 2009 hi havia 1 escola maternal i 1 escola elemental. Esternay disposava d'un col·legi d'educació secundària amb 195 alumnes.

## Poblacions més properes
El següent diagrama mostra les poblacions més properes.